# Stănești (okręg Vâlcea)
Stănești – wieś w Rumunii, w okręgu Vâlcea, w gminie Stănești. W 2011 roku liczyła 161 mieszkańców.